# Chorvatská literatura
Chorvatská literatura patří k rodině evropských literatur. Je propojena jednak s tradicemi středoevropských, tak i středomořských a balkánských národů. Její dějiny jsou staré několik set let.

## Středověk
Nejstarší památky, které se řadí k chorvatské literatuře, jsou psané v hlaholici či cyrilici a jsou převážně náboženského obsahu. Pocházejí z 12. až 15. století a dochovány jsou jak v podobě rukopisné, tak i jako nápisy na kůži, či v kameni. Mezi chorvatské literární památky se občas řadí také i zákoníky. Nejvíce památek je původem z Dalmácie, kam směřovaly vlivy tehdy rozvinutého jadranského pobřeží a také ostrovů v Jaderském moři (např. Brač).

## Humanismus a renesance

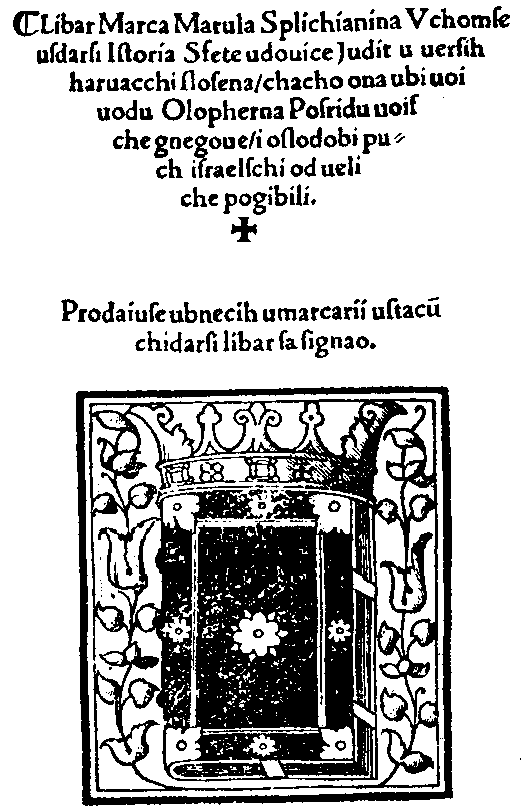
První stránka Marulićovy Judity

K chorvatské literatuře se řadí i tvorba autorů, kteří byli původem z dubrovnické republiky. V domácím prostředí jsou známi pod termínem "chorvatští latinisté". Tito tvůrci psali svá díla převážně v latinském, či italském jazyce. Přijali řadu humanistických ideálů a myšlenek.
Latinisté, se kterými humanismus započal, jsou spojeni často také s italskou, či obecně evropskou literaturou.[zdroj?]. V 15. století to byli např. Juraj Šižgorić, Ivan Češmički (známý spíše pod latinským jménem Janus Pannonius), Marko Marulić, Ludovik Crijević Tuberon, Jakov Bunić, Koriolan Ćipiko, Juraj Dragišić, nebo panslavistický vizionář Vinko Pribojević. Ze století šestnáctého pocházejí tito autoři: Antun Vrančić, Blaž Jurjević, Matija Vlačić Ilirik, Pavao Skalić, Faust Vrančić, Markatun de Dominis a další.
K předním osobnostem chorvatské renesanční literatury, čerpající inspiraci především z Itálie, patřil Marko Marulić. Vycházel nejen ze středověké tradice, ale překračoval i do nové doby. Ve svých pracích se zabýval ideály křesťanství. Většinu svých děl sepsal v latině, některá ale i slovanským jazykem. Právě těch si Chorvati v současné době cení nejvíce.

## Reformace a protireformace
Chorvatské prostředí protestantismus výrazněji nezasáhl, neboť se jednalo o proces, který narazil na úrodnou půdu spíše v sousedních slovinských zemích. Jediným chorvatským tvůrcem, který přijal protestantské myšlenky, byl Matija Vlačić Ilirik. I přesto se však některé výsledky boje proti reformaci chorvatské země zažily. Do země např. přišel jezuitský řád. Protože však nebyla nezbytná rekatolizace území, nedocházelo k žádným vážnějším náboženským střetům a Jezuité byli přijati poměrně vlídně. I dnes jsou v Chorvatsku považováni za iniciátory spíše rozvoje, vzdělanosti a kulturního života, než jako bojovníci proti náboženské svobodě.[zdroj?]

## Baroko
Chorvatské země byly v dobách baroka nejednotné, periferie Uher. Jazyk, kterým se v Chorvatsku v této době mluvilo neměl žádnou oficiální a standardizovanou podobu. Vzdělaní lidé a literárně aktivní tvůrci používali pro uměleckou tvorbu většinou jazyky sousedních zemí; němčinu, maďarštinu, italštinu, nebo latinu. Dříve nebo později tak muselo dojít k otevření jazykové otázky; když ne ze strany prostého lidu, tak především vzdělané společnosti. Během období baroka se objevily proto první pokusy o sestavení jedné standardní verze chorvatského jazyka. Řada barokních tvůrců se pokusila sepsat gramatiku, či slovníky, založené na lidové mluvě (Bartol Kašić, Jakov Mikalja, Pavao Ritter Vitezović. Jiní (Šime Budinić, Juraj Križanić[zdroj?]) se pokusili dopomoci si jinými slovanskými jazyky. V úvahu připadala čeština, polština, či ruština.
Hlavním chorvatským kulturním centrem během barokních časů byla - stejně jako tomu bylo i za renesance – Dubrovnická republika. Stěžením barokním autorem pak byl Ivan Gundulić. Zprvu se inspiroval renesančními italskými díly, která se pokoušel napodobit, později ale nakonec přistoupil na katolickou zbožnost. Proslul s eposem Osman, který ovšem nedokončil (dva zpěvy za něj dopsal až Ivan Mažuranić. Turecké výboje se v chorvatské literatuře staly významným tématem, které ovlivnilo tvorbu po poměrně dlouhou dobu.
Dalším tvůrcem původem z Dubrovníku byl dramatik Junije Palmotić. I on se spolu s Pribojevićem, nebo Jurajem Križanićem přimlouval za jednotu slovanských národů.[zdroj?]
Kromě Dubrovníka se však literární činnost rozvíjela i v dalších oblastech dnešního Chorvatska. Na území, kde se hovořilo kajkavským nářečím, se mezi významnější tvůrce zařadil básník Juraj Habdelić, v oblasti Slavonie pak Antun Kanižlić. Jejich tvorba byla silně ovlivněna církevními tématy.
Nejvýznamnější díla z literárních kruhů severní kontinentální Evropy zahrnují Gartlic za čas kratiti Františka Kryštofa Frankopana, sbírku lyrických básní, a Odiljenje sigetsko Pavla Ritera Vitezoviće, intertextuální lyrické dílo napsané v inovativním žánru, které bylo poprvé publikováno v roce 1684. Kateřina Zrinská vydala svou modlitební knihu Putni tovaruš v roce 1660 v Benátkách, která je literárními historiky chválena jako vysoké literární dílo chorvatské barokní literatury.

## Klasicismus
Chorvatská klasicistní literatura byla psána autory především z oblastí centrálního Chorvatska, v souvislosti s tím, jak Dubrovnická republika přestávala být kulturním centrem chorvatských zemí. Na začátku 19. století byla navíc zcela vyvrácena. V samotném Chorvatsku se začaly objevovat nová kulturní centra, mezi která patřil např. Záhřeb, či Varaždin.
Mezi chorvatské klasicistní autory patří např. Matija Petar Katančić, Matija Antun Relković, Andrija Kačić Miošić, nebo Tituš Brezovački.[zdroj?]

## Národní obrození
Chorvatské národní obrození, které je známé pod názvem Ilyrské hnutí, vycházelo z podmínek začátku 19. století. Po francouzské okupaci a zřízení tzv. Ilyrských provincií došlo k liberalizaci poměrů. Byly přijaty zákony, které vycházely z principů Francouzské republiky. Domácí slovanský jazyk se stal jazykem vyučovaným ve školách. Ve větších městech centrálního Chorvatska a Slavonie se začaly vytvářet podmínky pro národnostně ovlivněnou romantickou tvorbu.
Úzká, politicky i literárně aktivní skupina obrozenců postupně položila základy spisovného ilyrského jazyka, který byl po roce 1850 po podpisu Vídeňské jazykové dohody uznán za jednu z podob srbochorvatštiny, společného jazyka Srbů a Chorvatů. Chorvatští obrozenci zastávali myšlenku jednotného ilyrského národa, který hovoří jedním, ilyrským jazykem a je jak katolického, pravoslavného, tak muslimského vyznání. Ilyrská myšlenka však ztroskotala, a to ze dvou důvodů; jednak byla zakázána ze strany rakouských úřadů, jednak narazila na odpor v Srbsku, kde Vuk Karadžić rozvíjel ve spisu Srbi svi i svuda zcela jiné národní koncepty.
Ilyrské hnutí nicméně přispělo k ustálení standardního chorvatského jazyka, který z češtiny přejal některé literární a odborné termíny, a také souhlásky č, ž a š. Z polského jazyka pochází souhláska ć. Průkopníky národní myšlenky byli v chorvatském prostředí Ljudevit Gaj, gróf Janko Drašković, Stanko Vraz, Dimitrije Demeter, Ivan Mažuranić, Ljudevit Vukotinović, Dragutin Rakovac, Antun Nemčić, Fran Kurelac, Pavao Štoos, Ivan Derkos, Josip Kundek, Antun Vakanović a Antun Mihanović.

## Realismus

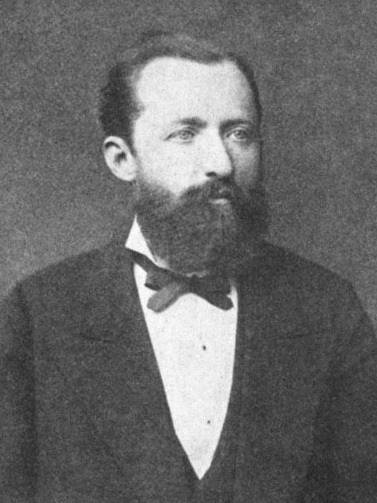
August Šenoa

Realismus se v Chorvatsku jako svébytný proud objevil v druhé polovině 19. století, po skončení Bachova absolutismu. Chronologicky ji lze rozdělit na dvě etapy; tzv. protorealismus a hlavní realistickou vlnu, která udávala tón v 80. letech 19. století. Druhá realistická vlna trvala pouhých 10 let (od smrti Augusta Šenoy až do nástupu moderny), měla však významný vliv na rozvoj chorvatské kultury.
Průkopníkem domácího realismu se stal August Šenoa, dalšími významnými autory pak byli např. Vjenceslav Novak, či Eugen Kumičić. Nemalý je také i vliv naturalismu, který chorvatský realismus povázel. Hlavním žánrem pro tehdejší tvůrce byl historický román, který rozvíjel především Šenoa (Seljačka buna, Zlatarovo zlato, Čuvaj se senjske ruke).

## Moderna
Chorvatská moderna vstoupila na scénu v 90. letech 19. století. Za přesné roky, kdy se prosadila na domácí scéně, se považují léta 1890, či 1892. Konec chorvatské moderny lze datovat k roku 1914. V průběhu první světové války se pak začala projevovat již druhá generace autorů, která se však nebála svoji tvorbu obohatit novými rysy, později nazvanými jako expresionistické.
Jejími představiteli byli např. Anton Gustav Matoš, Janko Leskovar, Fran Galović, Vladimir Vidrić, Ivo Vojnović, či Vladimir Nazor. Jejími hlavními žánry byla poezie a drama. Klíčovou osobností chorvatské moderny se stal Anton Gustav Matoš. Propojuje jak její počátek, tak i konec. V roce 1892 vydal první modernistický román s názvem Moć savjesti. V posledních letech, kdy moderna dominovala, vyšly ve sbírce Matošovy básně.
Období historických románů jakoby s nástupem moderny skončilo. Autoři se soustředili spíše na vyjádření svých vnitřních pocitů a svět kolem sebe. Odmítli celou řadu zaběhnutých literárních tradic a v souvislosti s novou středoevropskou móda, ke které mělo Chorvatsko, součást Rakousko-uherské monarchie blízko, upravili mnohé své autorské postupy. Přesto realistická tvorba do jisté míry pokračovala i nadále (představitelem velmi pozdní generace realistů byl Dinko Šimunović).
Generace chorvatských spisovatelů moderny se aktivně organizovala nejen doma, ale po všech větších městech Rakouské monarchie. Skupiny mladých tvůrců vydávali literární časopisy jak v Záhřebu, tak ale i ve Vidni (Mladost), či Praze (Hrvatska misao).

## Avantgarda

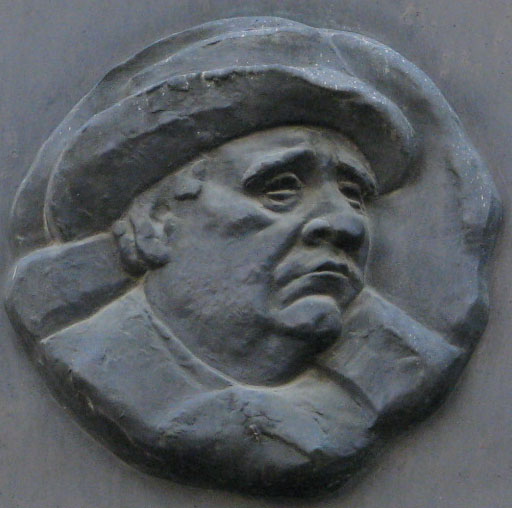
Miroslav Krleža

Do chorvatské literární tvorby přišla avantgarda přibližně ve stejnou dobu, jako tomu bylo i v ostatních zemích. Chorvatská literární tvorba se na začátku meziválečného období musela vyrovnat s řadou témat: jednak to byl odchod staré generace autorů (Matoš zemřel v roce 1914 a nedlouho poté přestali být literárně aktivní i další), jednak existence zcela nového jugoslávského státu.
Literární tvorbu pro novou dobu prezentovaly časopisy Kokot (1916), Vijavica (1917) a Plamen (1919). Iniciátorem třetího uvedeného byl přední meziválečný chorvatský spisovatel (a později encyklopedista), Miroslav Krleža. Hlavním avantgardním proudem, který nakonec v chorvatské literatuře převládl, se stal expresionismus.[zdroj?]
Miroslav Krleža byl autorem jak prózy, tak poezie. Stal se později nejvýznamnější osobou chorvatské literatury daného období. Jeho romány, ale i básně, nebo dramata, jsou považována i dnes za klíčová díla chorvatské literatury první poloviny 20. století.[zdroj?] Dalším významným autorem, který bývá řazen k chorvatské literatuře, neboť je společný pro celý tehdejší jugoslávský prostor, byl Ivo Andrić s díly Prokletý dvůr, či Travnická kronika.
Dalšími představiteli avantgardy, a především expresionismu, který v domácí tvorbě v meziválečném období dominoval, byli Tin Ujević, Dobriša Cesarić, Dragutin Tadijanović, nebo Mile Balota.
I chorvatští expresionisté považovali literární tvorbu především za výraz vnitřních pocitů a stavů. Odmítali do té doby zažité koncepce a zvyky, ale postoupili ještě dále, než tomu bylo v případě autorů předcházejícího období.[zdroj?] Ve svých básních často hrály prim temná, depresivní témata.

## Druhá světová válka
Druhá světová válka se na území Chorvatska rozhořela v roce 1941. Namísto královské Jugoslávie se moci v Chorvatsku chopil ustašovský režim. Ten se, podobně jako později komunisté, pokusil literaturu svázat a stanovit jediný správný kurz, kterého se měli jednotliví spisovatelé držet. Představitelem válečné literatury byl např. fašistický ministr školství a víry a iniciátor časopisu Hrvatski narod, Mile Budak.
Kromě oficiální literatury, která byla spřízněna s fašistickým režimem existovala ještě také tvorba antifašistická. Jejími představiteli byli např. Ivan Goran Kovačić,. Některé další literárně aktivní osobnosti, které se zprotivily orgánům NDH, nakonec skončily v koncentračních táborech (např. v Jasenovaci). To je případ také Mihovila Pavleka Miškina, či Antuna Barace.

## Socialistický realismus a Druhá moderna
Chorvatská poválečná literatura vstoupila - podobně jako tomu bylo v případě i dalších evropských národů – na pole vyprávění událostí druhé světové války. Většina autorů měla řadu zkušeností přímo z bojů, kterých se účastnili na straně partyzánů. Někteří z nich se identifikovali se také s komunistickým světovým názorem. Jugoslávský komunistický režim, který byl krátce po skončení války ustanoven, nastolil jediný povolený kurz – socialistický realismus. Ten museli všichni více či méně dodržovat. Za nejradikálnějšího marxistu v chorvatské literatuře z této doby se považuje Vlado Mađarević.
Socialistický realismus však byl dominantní pouze po krátkou dobu a již na počátku 50. let mohli chorvatští spisovatelé i básníci tvořit v mnohem svobodnějších podmínkách, než tomu bylo např. v zemích východní Evropy. Již v první polovině zmíněné dekády se objevil literární časopis Krugovi, jehož spolupracovníci žádali otevřenou diskuzi o budoucím směřování chorvatské, potažmo jugoslávské literatury. Generace autorů, která se dostala do popředí v 50. letech, byla známa proto především pod názvem druhá moderna. Spisovatelé se nejprve shromáždili kolem časopisu Krugovi (kruhy, 1952–1959) a později kolem časopisu Razlog (důvod, 1961–1969). Tuto generaci autorů představují tvůrci, jakými byli Vladan Desnica, Petar Šegedin, Ranko Marinković, Slobodan Novak, Jure Kaštelan, Josip Pupačić, Slavko Mihalić, Ivan Slamnig, Vitomir Lukić, nebo Antun Šoljan.
Poválečná chorvatská tvorba je především poetická, ačkoliv vznikla celá řada i prozaických děl. Obrátila se směrem k existencializaci, psychologickému přístupu a problematizaci děje. Představitelem tohoto proudu je např. Vladan Desnica.

## Postmoderní literatura
Chorvatská postmoderna se rodila v podmínkách dramatických politických změn v SFRJ a především Chorvatsku, známých pod názvem Chorvatské jaro, či MASPOK. Protínala se s těmito hnutími a často si proto její tvůrci museli projít komplikovaným vztahem se státní mocí. V polovině 80. let kulminovala situace vydáním tzv. Bílé knihy. V té byly uvedeny příklady, jaké přístupy k literatuře jsou pro jugoslávské, potažmo chorvatské komunisty již nepřijatelné.
Mezi představitele domácí postmoderní tvorby, která se rychle také rozdělila na celou řadu proudů, patří např. Ivo Brešan, Ivan Aralica, Nedeljko Fabrio, či Pavao Pavličić.
Kromě domácí tvorby byla literárně činná i chorvatská komunita ve světě. Jejich časopisem, ve kterém uveřejňovali svoji tvorbu, byla Hrvatska revija. Mezi spisovatele, kteří tam uveřejňovali svá díla, patřili např. Vinko Nikolić, Viktor Vida, Lucijan Kordić, nebo Boris Maruna.